# شیرینو (کنگان)

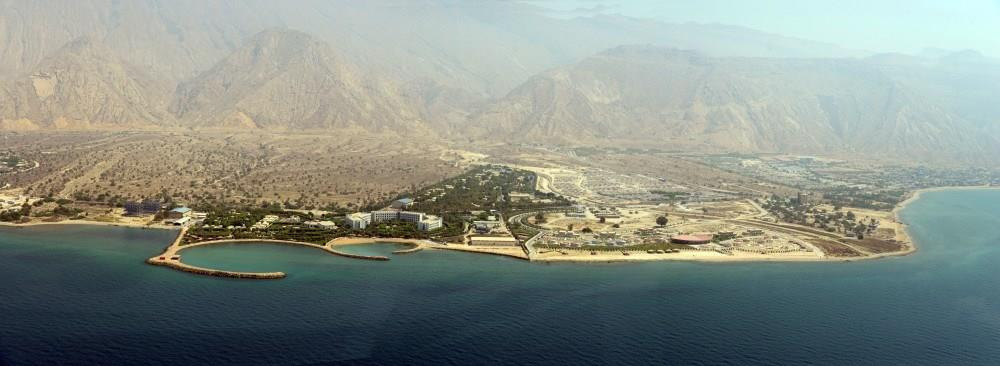
نمایی از بندر شیرینو

بندر شیرینو، یک شهر از توابع بخش سیراف شهرستان کنگان در استان بوشهر ایران است.

## موقعیت و مشخصات
شهر شیرینو از شمال به دنبالهٔ کوه‌های زاگرس، از جنوب به خلیج فارس، از مغرب به روستای پرک و از سمت مشرق به شهر نخل تقی محدود می‌گردد.
شهر شیرینو در منطقه پارس جنوبی قرار دارد و صنایع عظیم نفت و گاز پارس جنوبی در اطراف آن واقع است و این شهر محل استقرار هتل‌های برخی شرکت‌های پارس جنوبی و محل اسکان کارکنان منطقه ویژه بوده و از جاذبه‌های گردشگری برخوردار است.
پازالند دهکدهٔ گردشگری شیرینو می‌باشد. این دهکده مکانی برای سفرهای خانوادگی و دوستانه می‌باشد. دهکده گردشگری شیرینو در سال ۱۳۹۵ افتتاح شد. در این دهکده امکانات تفریحی و ورزشی، تفریحات دریایی، سیرک و شهربازی، استخر، باغ پرندگان، بازدید از ماهی‌ها و مرجان‌ها، قایق خانواده و کافی شاپ‌ها و رستوران با غذاهای محلی و دریایی با کلبه و اقامتگاه رفاهی وجود دارد.
صیادی شغل اول و فعالیت در صنایع پیرامون این شیرینو شغل دوم مردم این شهر می‌باشد.

## جمعیت
احمد غریبی فرماندار کنگان و ابراهیم بهمنی رئیس شورای اسلامی شیرینو جمعیت شهر شیرینو را بیش از ۱۷ هزار نفر اعلام کردند.
جمعیت شیرینو بر اساس سرشماری رسمی ایران:
در سال ۱۳۹۵ از قرار ۹٬۹۷۶ نفر (۱٬۰۸۷ خانوار) می‌باشد.
در سال ۱۳۹۰ از قرار ۳٬۴۴۱ نفر خانوار (۶۸۹ خانوار)
و در سال ۱۳۸۵ از قرار ۱٬۱۶۰ نفر خانوار (۲۶۶ خانوار) بوده است.

## شفافیت محدوده شیرینو
حدود جغرافیایی شهرستان کنگان در ضلع جنوبی توسط زهرا احمدی، مدیرکل تقسیمات کشوری به استانداری بوشهر و دستگاه‌های مرتبط ابلاغ شد. بر این اساس، حوزه شهرستان کنگان بیش از ۶ کیلومترِ طول [از سمت حوزه صنایع مستقر در این منطقه] تثبیت یافت.
حدود جغرافیایی شهرستان کنگان پس از ۱۳ سال مسکوت بودن مشخص و واحدهای پتروشیمی و صنعتی زیر در محدوده جغرافیایی شهرستان کنگان و شهر شیرینو قرار گرفتند.
| شرکت‌ها                          |                           |                                            |                                               |                     |                            |
| ------------------------------- | ------------------------- | ------------------------------------------ | --------------------------------------------- | ------------------- | -------------------------- |
| شرکت پتروشیمی بوشهر [فاز ۱ و ۲] | شرکت پتروشیمی کاویان      | شرکت پتروشیمی سبلان                        | شرکت پتروشیمی آپادانا                         | شرکت پتروشیمی هنگام | شرکت پتروشیمی دماوند انرژی |
| شرکت پتروشیمی مرجان             | شرکت پتروشیمی لاوان       | شرکت پتروشیمی پارس گلایکول (پارس فنل سابق) | شرکت سپهر مکران                               | شرکت مهر پترو کیمیا | شرکت پتروشیمی هرمز         |
| شرکت پتروشیمی کیان              | شرکت پتروشیمی آرین متانول | شرکت پتروشیمی رایان پلیمر پویا             | شرکت تقویت فشار خط اتیلن غرب                  | شرکت فراسکو         | فاز ۲ بندر پتروشیمی پارس   |
| آب شیرین‌کن نور ویژه             | شرکت پتروشیمی مهر         | [بخشی از] شرکت پتروشیمی دنا                | [بخشی از] شرکت پتروشیمی کیمیای پارس خاورمیانه |                     |                            |

## وجه تسمیه شیرینو
شهر بندر شیرینو (ثلاث قدیم) در ساحل پوزه یکی از بندرهای قدیمی ایران می‌باشد و تاریخ بندر شیرینو (ثلاث) را باید از دوران تاریخی صفوی بررسی کرد، در تاریخ مکتوب و در آثار نوشته‌های جغرافیدانان پیش از این تا دوران صفوی از بندر ثلاث به‌طور اختصاصی نامی برده نشده است و بندر شیرینو به عنوان نواحی بندر کهن و تاریخی سیراف (شهر سندباد بحری و دریانوردان افسانه ای) شناخته می‌شده است.
به قلم علی بهمنی کتاب شیرینو ثلاث طلایی: بندر ثلاث را به دلیل سه نخل طلایی که ثمره خرمای شاه‌خوانی (معروف به شاه خواهان یا شاهانی) به همراه داشت در ساحل پوزه که زبان زد عام و خاص بود به بندر ثلاث مشهور شد سه نخلی که در کنار هم بیشترین ثمر در منطقه داشت، شیخ جبار نصوری به سه نخل ثلاث را نخل طلایی نامیده بودند و همیشه از ثمر این سه نخل به عنوان سوغات به میمانان خود هدیه می‌داد.

## محرومیت
شهر بندر شیرینو که در رسانه‌ها پایخت انرژی نیز نامیده می‌شود،
 در قلب صنایع عظیم پارس جنوبی و دروازه ورودی شهرستان کنگان قرار دارد، میزبان ۱۶ شرکت‌پتروشیمی و سایر شرکت‌هایی همچون نفت و گاز پارس، مجتمع گاز، عملیات غیرصنعتی پازارگاد، فراسکو عسلویه و آب‌شیرین‌کن نور ویژه است و با وجود اینکه این صنایع، با تولید میلیاردها دلار سود سالانه، سهمی قابل‌توجه در اقتصاد ملی دارند. با این وجود، وضعیت کنونی زیرساخت‌ها و امکانات رفاهی آن با فقر شدیدی روبرو است و سهم مردم شیرینو از این ثروت عظیم چیزی جز آلودگی و کمبود امکانات نیست.
مشکلات زیرساختی، رفاهی و خدماتی در شیرینو به حدی است که این شهر از ابتدایی‌ترین امکانات محروم است.
مرکز جامع سلامت شیرینو فاقد پزشک مقیم است و پزشکان به دلیل نبود پانسیون و امکانات رفاهی در این شهر نمی‌مانند. در برخی اوقات به دلیل فقدان پزشک مردم برای دریافت خدمات درمانی مجبورند به شهرهای دیگر مراجعه کنند که این امر باعث زحمت و هزینه‌های اضافی برای آن‌ها شده است.
عدم وجود حداقل امکانات ورزشی و فرهنگی: نبود زمین چمن، سالن‌های ورزشی و مجتمع‌های فرهنگی
مدارس شهر با کمبود فضا و امکانات آموزشی مواجه هستند.
با وجود بارها درخواست از مسئولان دولتی و مدیران صنایع برای اینکه سهم عادلانه‌ای از ثروت تولید شده در این منطقه به جامعه میزبان اختصاص یابد. اما این درخواست‌ها اغلب به وعده‌های تکراری ختم شده است.

## نگارخانه

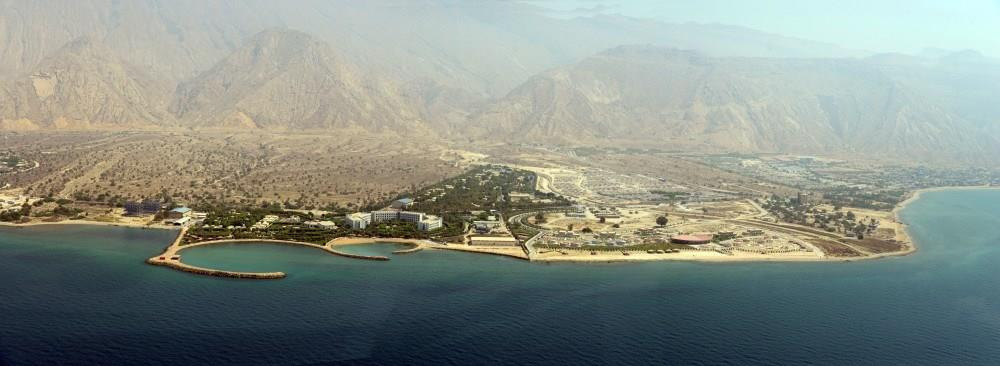
بندر شیرینو
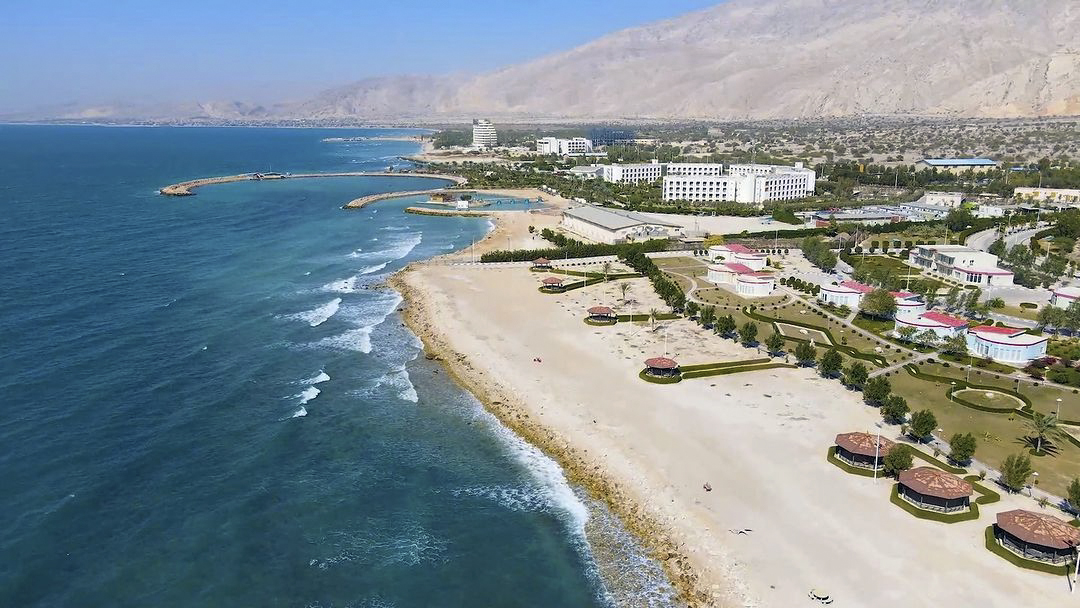
هتل ها
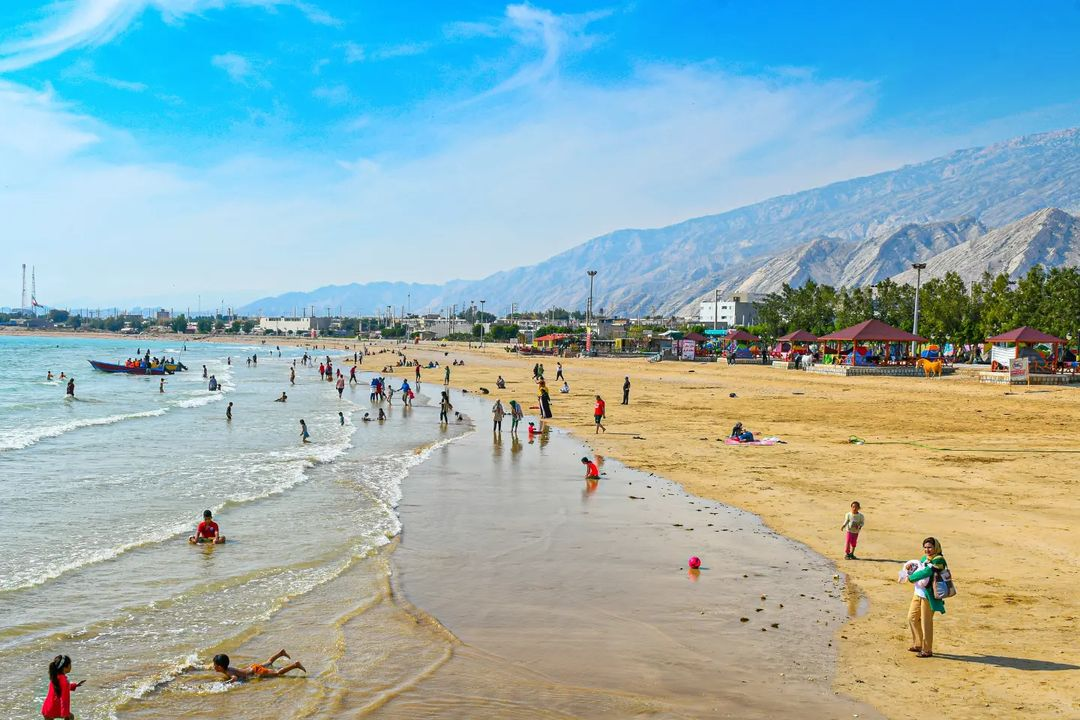
ساحل ماسه ای بندر شیرینو
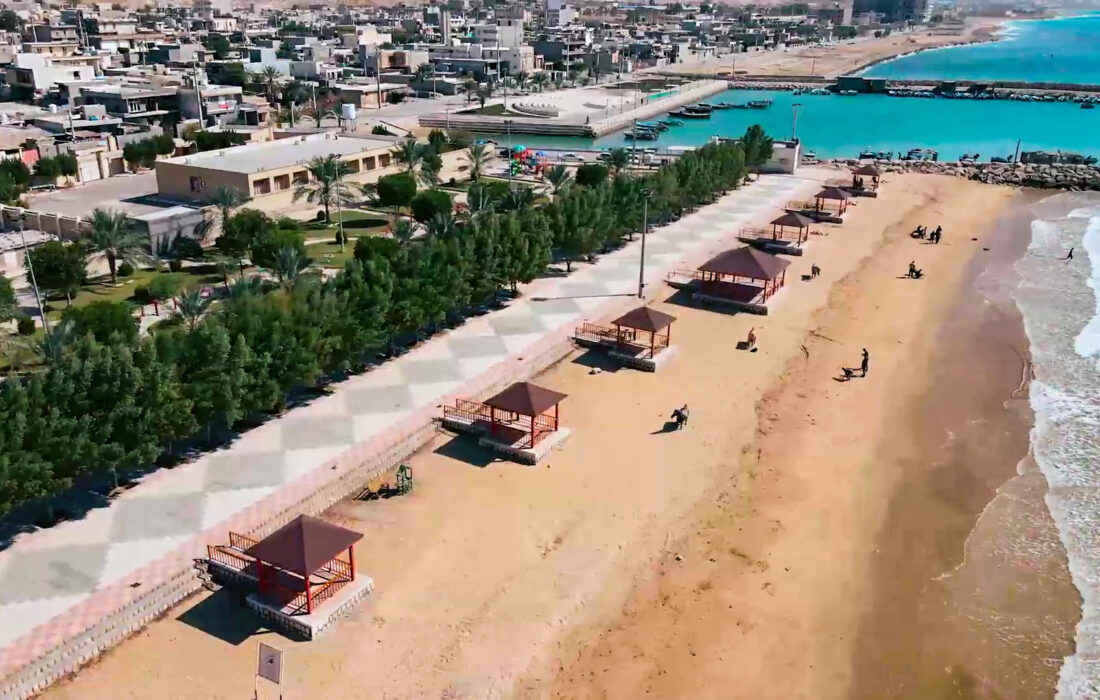
پارک ساحلی ویژه خانواده